# 柯柯亚尔河 (鄯善县)
柯柯亚尔河，位于中华人民共和国新疆维吾尔自治区鄯善县的一条河流，是该县水量最大的河流，发源于博格达山北坡，自西北向东南流，大部分河水被山口处的柯柯亚水库所拦蓄，少量水库下泄洪水沿河道继续向南偏东流，经鄯善县城后转西南流，最终散失于库姆塔格沙漠，历史上河水可如艾丁湖。山口以上河长56千米，集水面积707平方千米，山口断面年均径流量1.15亿立方米。2020年鄯善县人民政府公布的柯柯亚尔河河道岸线划定长度及范围起自柯柯亚水库出山口处，下止柯柯亚尔河和二塘沟鲁克沁镇色尔克甫大桥交汇处，岸线划定河段长123千米。